# Awakening (Sonny Fortune)
| Recensione | Giudizio |
| ---------- | -------- |
| AllMusic   |          |

Awakening è il terzo album del sassofonista jazz statunitense Sonny Fortune, pubblicato dalla Horizon Records nel dicembre del 1975.

## Tracce

### LP
(1975, Horizon Records, SP-704)
Lato A
1. Triple Threat – 10:25 (musica: Rodgers Grant) – Registrato l'8 settembre 1975 al Sound Ideas di New York
2. Nommo – 9:38 (musica: Jymie Merritt) – Registrato l'8 settembre 1975 al Sound Ideas di New York

Durata totale: 20:03
Lato B
1. Sunshower – 5:14 (musica: Kenny Barron) – Registrato il 9 settembre 1975 al Sound Ideas di New York
2. For Duke and Cannon – 2:58 (musica: Sonny Fortune) – Registrato il 28 agosto 1975 al Plaza Sound Studios di New York
3. Awakening – 12:17 (musica: Sonny Fortune) – Registrato l'8 settembre 1975 al Sound Ideas di New York

Durata totale: 20:29

## Musicisti
Triple Threat
- Sonny Fortune – sassofono alto
- Charles Sullivan – tromba
- Kenny Barron – pianoforte
- Wayne Dockery – contrabbasso
- Billy Hart – batteria

Nommo
- Sonny Fortune – sassofono alto, campanaccio, campane tubolari, piccole percussioni
- Charles Sullivan – tromba
- Kenny Barron – pianoforte
- Reggie Workman – contrabbasso
- Billy Hart – batteria
- Angel Allende – congas, percussioni

Sunshower
- Sonny Fortune – sassofono alto, flauti, legnetti, Shaker
- Kenny Barron – pianoforte
- Wayne Dockery – contrabbasso
- Billy Hart – batteria

For Duke and Cannon
- Sonny Fortune – sassofono alto
- John Hicks – pianoforte
- Wayne Dockery – contrabbasso
- Chip Lyles – batteria

Awakening
- Sonny Fortune – flauto con pedale wa-wa, shaker, piccole percussioni
- Charles Sullivan – flicorno
- Kenny Barron – pianoforte elettrico Fender Rhodes
- Wayne Dockery – contrabbasso
- Billy Hart – batteria
- Angel Allende – congas, percussioni

### Produzione
- Ed Michel – produzione
- Registrazioni effettuate il 28 agosto 1975 (Plaza Sound Studios), 8 e 9 settembre 1975 (Sound Ideas), New York City
- Baker Bigsby – ingegnere delle registrazioni
- Jay Borden e George Klabin – assistenti ingegnere delle registrazioni (Sound Ideas)
- Rob Freeman e Greg Raffa – assistenti ingegnere delle registrazioni (Plaza Sound)
- Roland Young – direttore grafico copertina album originale, foto interno copertina album
- Kenny Anderson e Phil Shima – design copertina album originale
- Robert Krogle – illustrazione copertina frontale album originale
- Dorothy Rennie – illustrazione retrocopertina album originale
- Elliot Meadow – note interno album originale[3]